# Aleksandr Klepikow
Aleksandr Grigoriewicz Klepikow (ros. Александр Григорьевич Клепиков, ur. 23 maja 1950 w Leningradzie, 26 lutego 2021) – rosyjski wioślarz reprezentujący ZSRR, złoty medalista olimpijski i dwukrotny medalista mistrzostw świata.

## Kariera
Wystąpił na igrzyskach olimpijskich w Montrealu w 1976, gdzie osada ZSRR w składzie: Władimir Jeszynow, Nikołaj Iwanow, Michaił Kuzniecow, Aleksandr Klepikow, Aleksandr Łukjanow i Aleksandr Siema zdobyła złoty medal w czwórkach ze sternikiem. W finale o 2,48 sekundy wyprzedzili osadę NRD i o 6,74 sekundy osadę RFN. Był to jego jedyny start olimpijski.
Wywalczył również złoty medal w czwórkach ze sternikiem na mistrzostwach świata w Nottingham (1975) oraz srebrny w ósemkach na mistrzostwach świata w Amsterdamie (1977).
Po zakończeniu kariery został trenerem. W latach 1980-1986 był trenerem towarzystwa sportowego Spartak, a w latach 1989-1993 był dyrektorem szkoły sportowej Trud. Odznaczony Orderem „Znak Honoru” i tytułem Zasłużonego Mistrza Sportu ZSRR. 